# Nuvens (álbum)
Nuvens é um álbum de estúdio do cantor e compositor brasileiro Tim Maia, lançado em 1982 pelo selo independente de Tim, a Seroma. Foi relançado em CD apenas em 2011, pela Editora Abril.

## Antecedentes
Tim havia tido passagens turbulentas pelas cinco principais gravadoras do mercado fonográfico brasileiro (PolyGram, CBS, RCA, Warner e Odeon), com histórico de brigas com produtores, executivos e técnicos, e, portanto, nenhuma gravadora estava interessada em lhe oferecer um contrato e a oportunidade de lançar um disco. Com a sua situação financeira se agravando e, também, a necessidade musical de lançar um novo disco, Tim Maia decide lançar o álbum de maneira independente utilizando-se novamente de sua gravadora, a Seroma (epíteto de Sebastião Rodrigues Maia), para realizar o lançamento, assim como tinha feito com os discos da sua fase racional e com o seu álbum em inglês de 1976.
Entretanto, Tim ainda tinha o problema de como financiar a produção do álbum, isto é, os gastos com estúdio, músicos, prensagem e distribuição do disco. Ao contrário do álbum em inglês para o qual Maia teve o adiantamento da gravadora para gravar seu álbum de 1976 ajudando a bancar os custos do disco independente, agora o artista não poderia fazer o mesmo, devido as brigas. Tim, então, teve a ideia de produzir e lançar um compacto que, tendo a produção mais rápida, necessitaria de menos capital para custeá-lo e, se fosse um sucesso, poderia render dinheiro para bancar o álbum.
Escolheu para o lado A uma música de seu amigo Edson Trindade, compositor de Gostava Tanto de Você, e Cleonice, muito romântica, chamada "Amiga". Acreditou que era sucesso certo e colocou uma composição sua como lado B, "Do Leme ao Pontal". O lançamento se deu no final de 1981 e, ao contrário das previsões de Tim, foi o lado B que emplacou fortemente nas rádios, tornando-se um forte sucesso do verão e alçou as vendas do compacto a 20 mil cópias, mesmo com os problemas de distribuição da gravadora independente de Tim.

## Gravação e produção
Tim reuniu uma banda com Luiz Carlos na bateria, Rubens Sabino no baixo, Pedro Carlos Fernandes nos pianos e teclados e Beto Cajueiro na guitarra, além do trio de metais formado por Paulo no trompete, Marcelo no sax e Simões no trombone para ensaiar, compor e trabalhar nos arranjos das músicas em sua casa antes de entrar em estúdio, de modo a economizar nas gravações que são pagas por hora. Maia, que não sabia ler nem escrever partituras, nem tinha dinheiro para pagar um maestro como Lincoln Olivetti (que havia trabalhado nessa função nos seus discos anteriores: fazendo arranjos e passando para a pauta arranjos passados por Tim), passava os arranjos para a banda, e especialmente o naipe de metais, através da boca, cantarolando as notas que deviam ser feitas.

## Resenha musical
O álbum abre com o soul romântico de "Nuvens", de Cassiano e Deny King, com harmônia complexa em estilo bossa-nova e melodia bela e sinuosa, pontuada por guitarras funk e frases dos metais. Na sequência vem a maior surpresa do disco, um samba clássico sem frases de soul, com música e letra de Tim Maia. A inovação é o uso de guitarras e dos metais da Vitória Régia, misturando funk e gafieira. A terceira é uma parceria de Tim com Robson Jorge, um funk-soul muito suingado e dançante, com letra ecologista numa época em que poucos falavam disso. Em seguida temos "A Festa", um funk dançante no qual Tim utilizou o pessoal do estúdio e da banda para simular uma festa, com direito a risadas e palmas, e uma letra com forte tom de malandragem na qual o refrão é entremeado por pequenos raps executados em tom jocoso por Tim.
No lado B, Tim canta uma das músicas mais tristes de sua carreira, o soul confessional "Ninguém Gosta de se Sentir Só". Logo depois, a tristeza é substituída pela alegria de "Hadock Lobo Esquina com Matoso", um de seus maiores clássicos, na qual ele conta a história da lanchonete do Divino onde ele, Erasmo Carlos, Roberto Carlos e Jorge Ben Jor se conheceram, quando eram apenas adolescentes pobres que gostavam de música na Tijuca. Além disso, o álbum contava com a regravação do grande clássico do seu amigo Hyldon.

## Recepção
O álbum é considerado pela crítica como um dos melhores do artista, rivalizando com seu álbum de estreia, o homônimo de 1971, o primeiro racional e o Tim Maia Disco Club, sendo considerado uma "obra-prima da música popular brasileira".
Entretanto, com a distribuição errática da gravadora independente de Tim Maia, muitas vezes feita de mão em mão, e como a ideia inicial já era de produzir um disco sem os costumes das grandes gravadoras, isto é, nada de "jabá" para as rádios, marketing ou festas para imprensa, deixando o álbum entregue à própria sorte e ao talento dos músicos, o que é considerado como um dos seus melhores trabalhos é, também, um dos menos vendidos e menos conhecidos pelo grande público.

## Faixas
Todas as músicas escritas por Tim Maia, exceto onde indicado:
| Lado A |                          |                          |         |  |
| N.º    | Título                   | Compositor(es)           | Duração |  |
| 1.     | "Nuvens"                 | Cassiano e Deny King     | 3:05    |  |
| 2.     | "Outra Mulher"           |                          | 3:11    |  |
| 3.     | "Ar Puro"                | Tim Maia e Robson Jorge  | 3:08    |  |
| 4.     | "O Trem - 1ª Parte"      |                          | 1:56    |  |
| 5.     | "A Festa"                |                          | 4:26    |  |
| 6.     | "Apesar dos Poucos Anos" | Tim Maia e Beto Cajueiro | 3:24    |  |

| Lado B |                                                  |                          |         |  |
| N.º    | Título                                           | Compositor(es)           | Duração |  |
| 1.     | "Deixar as Coisas Tristes para Depois"           | Pedro Carlos Fernandes   | 2:58    |  |
| 2.     | "Ninguém Gosta de se Sentir Só"                  |                          | 3:13    |  |
| 3.     | "Hadock Lobo Esquina com Matoso"                 |                          | 3:53    |  |
| 4.     | "O Trem - 2ª Parte"                              |                          | 1:56    |  |
| 5.     | "Na Rua, na Chuva, na Fazenda (Casinha de sapê)" | Hyldon                   | 3:38    |  |
| 6.     | "Sol Brilhante"                                  | Tim Maia e Rubens Sabino | 2:50    |  |

## Músicos
- Luiz Carlos: Bateria e vocal
- Rubens Sabino: baixo, violão e guitarra em "Sol Brilhante"
- Pedro Carlos Fernandes: piano acústico, piano elétrico, arp string, violão e guitarra em "Deixar as Coisas Tristes pra Depois"
- Beto Cajueiro: guitarra
- Tim Maia: violão, tumbadora, bongô, timbales, percussão, vocal e baixo em "Sol Brilhante"
- Paulo: Trompete
- Marcelo: Saxofone
- Simões: Trombone
- Cassiano: violão em "Nuvens"
- Hyldon: violão em "Casinha de Sapê", guitarra em "Ninguém Gosta de se Sentir Só" e vocal em "Sol Brilhante"
- João Batista (Tinho): sax em "O Trem" e vocal
- Cidinho: bongô e percussão em "Ar Puro"
- Paulinho Ovelha: vocal em "Nuvens"
- Celso Tavares: vocal
- Vocal, palmas e alegrias em "A Festa": Celso Tavares, Mauro, Amilton, Camarão, Penha, Wanda, Márcia e Marta.

## Histórico de lançamento
| Região | Data | Formato | Gravadora     |
| ------ | ---- | ------- | ------------- |
| Brasil | 1982 | LP      | Seroma        |
| Brasil | 2011 | CD      | Editora Abril |